# زراعة الصبر في فلسطين
زراعة الصبر في فلسطين تُعتبر زراعة الصبر أو التين الشوكي من الزراعات التقليدية والمهمة في فلسطين، حيث تنتشر زراعته في العديد من المناطق الريفية والجبلية، وفي محافظات الجنوب مثل الخليل وبيت لحم، وكذلك في القدس، ورام الله، وفي بعض مناطق الشمال مثل نابلس وجنين.

## أهمية الصبر في فلسطين
يشتهر الصبر الفلسطيني بجودته ومذاقه الحلو، وله مكانة خاصة في التراث الفلسطيني، فهو يُزرع منذ مئات السنين ويُستخدم كسياج طبيعي للمزارع والبيوت لحماية الأراضي من التعديات ولتحديد الملكيات. كما يرتبط الصبر في الثقافة الشعبية بالصبر والتحمّل، ويُعتبر رمزاً للصمود الفلسطيني.

## أنواع الصبر الفلسطيني

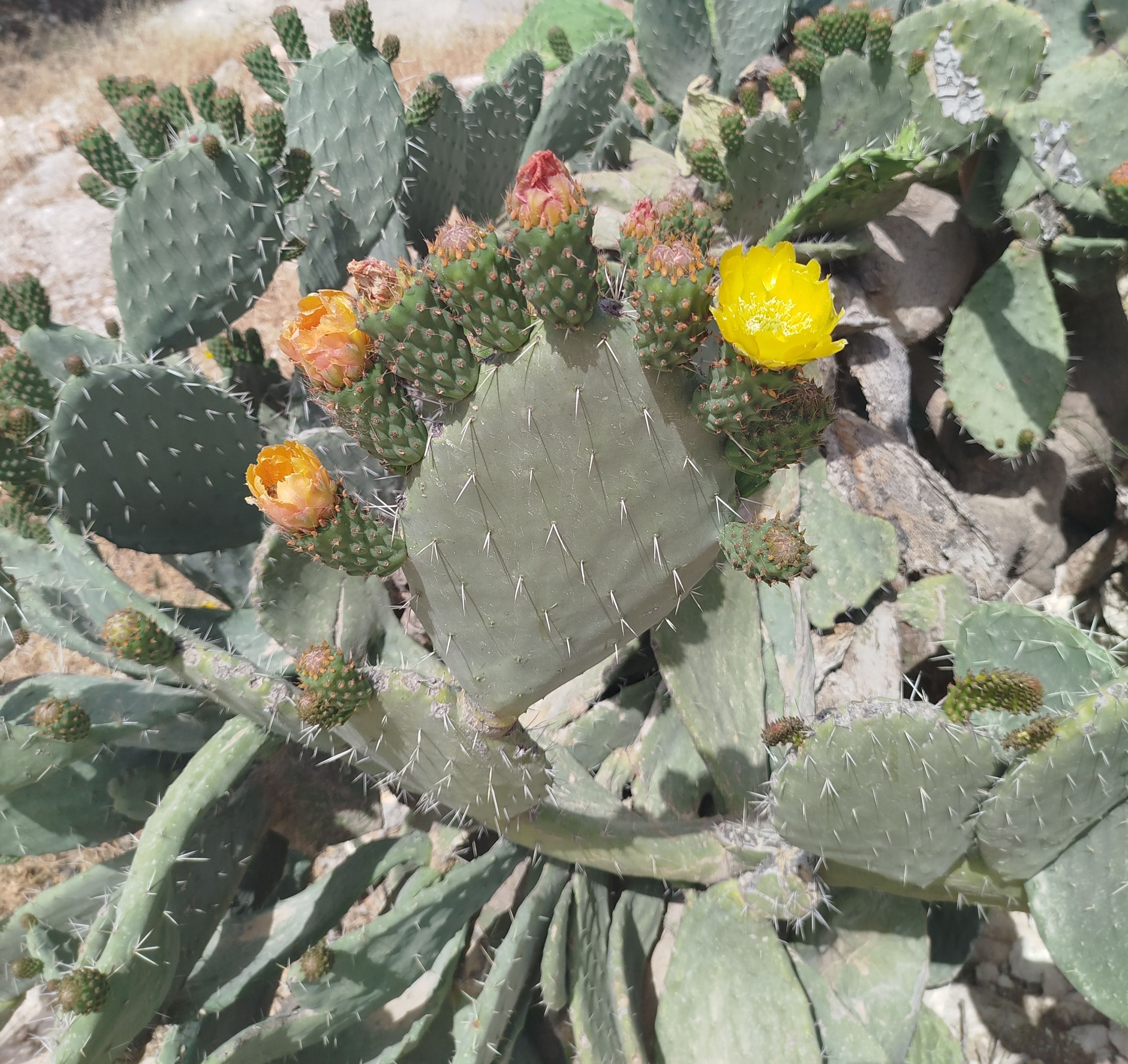
نبات صبر فلسطيني من نوع بلدي غزير الأشواك

أكثر الأنواع المزروعة في فلسطين هي تلك التي تنتج الثمار الصفراء أو الحمراء، وتعرف محلياً بـالصبر البلدي أو الصبر السلطاني أو الصبر الخضاري، وهو النوع الذي يتحمل الظروف المناخية القاسية والجفاف.

## طرق الزراعة
يتكاثر الصبر بواسطة الألواح وتُغرس مباشرة في التربة إلى قرب منتصفها تقريباً، دون الحاجة لري دائم، إذ يعتمد على مياه الأمطار ويتميز بقدرته على مقاومة العطش.
تبدأ الثمار بالنضوج في أشهر الصيف، خصوصاً بين يوليو وأغسطس، وتُقطف يدويًا بحذر بسبب الأشواك الدقيقة.

## الاستخدام

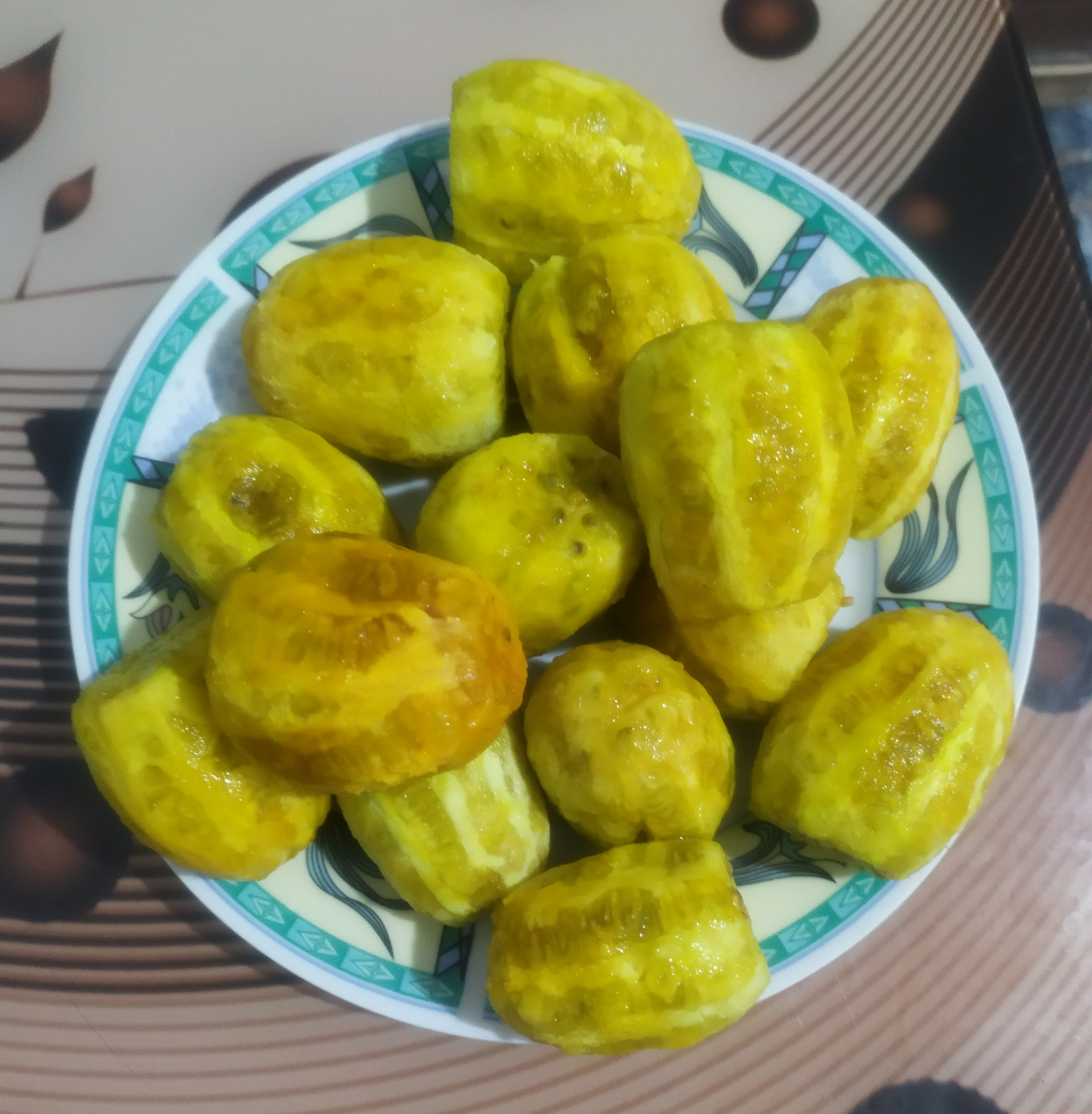
فاكهة الصبر

- الغذاء: تؤكل ثماره طازجة، كما يمكن استخدامها لصنع المربى والعصائر.

- الدواء: تُستخدم بعض أجزائه في الطب الشعبي لعلاج مشاكل المعدة والجلد.

- الزينة والحماية: يُزرع كسياج طبيعي لحماية الأراضي.[5]

## مساحة الأراضي المزروعة
بلغ عدد أشجار الصبر المزروعة في فلسطين حسب الجهاز المركزي للاحصاء الفلسطيني، 12165 شجرة منها 9426 شجرة، في محافظات الضفة الغربية و2739 شجرة في محافظات قطاع غزة.
وبلغت المساحة المزروعة بأشجار الصبر في فلسطين 328.28 دونمًا، منها 285.64 مزروعة في محافظات الضفة الغربية، و42.64 دونم مزروعة في محافظات قطاع غزة.
تقدمت محافظة جنين على باقي المحافظات الفلسطينية في زراعة أشجار الصبر من حيث العدد (2670 شجرة) ومحافظة الخليل من حيث المساحة (77.23 دونمًا).

## قطف الثمار
يتم قطف الثمار بالعادة في الصباح الباكر قبل جفاف قطرات الندى، لتفادي تطاير أشواكه ودخولها في العيون أو الجسم.

## التحديات
تعاني زراعة الصبر في فلسطين من بعض التحديات مثل:

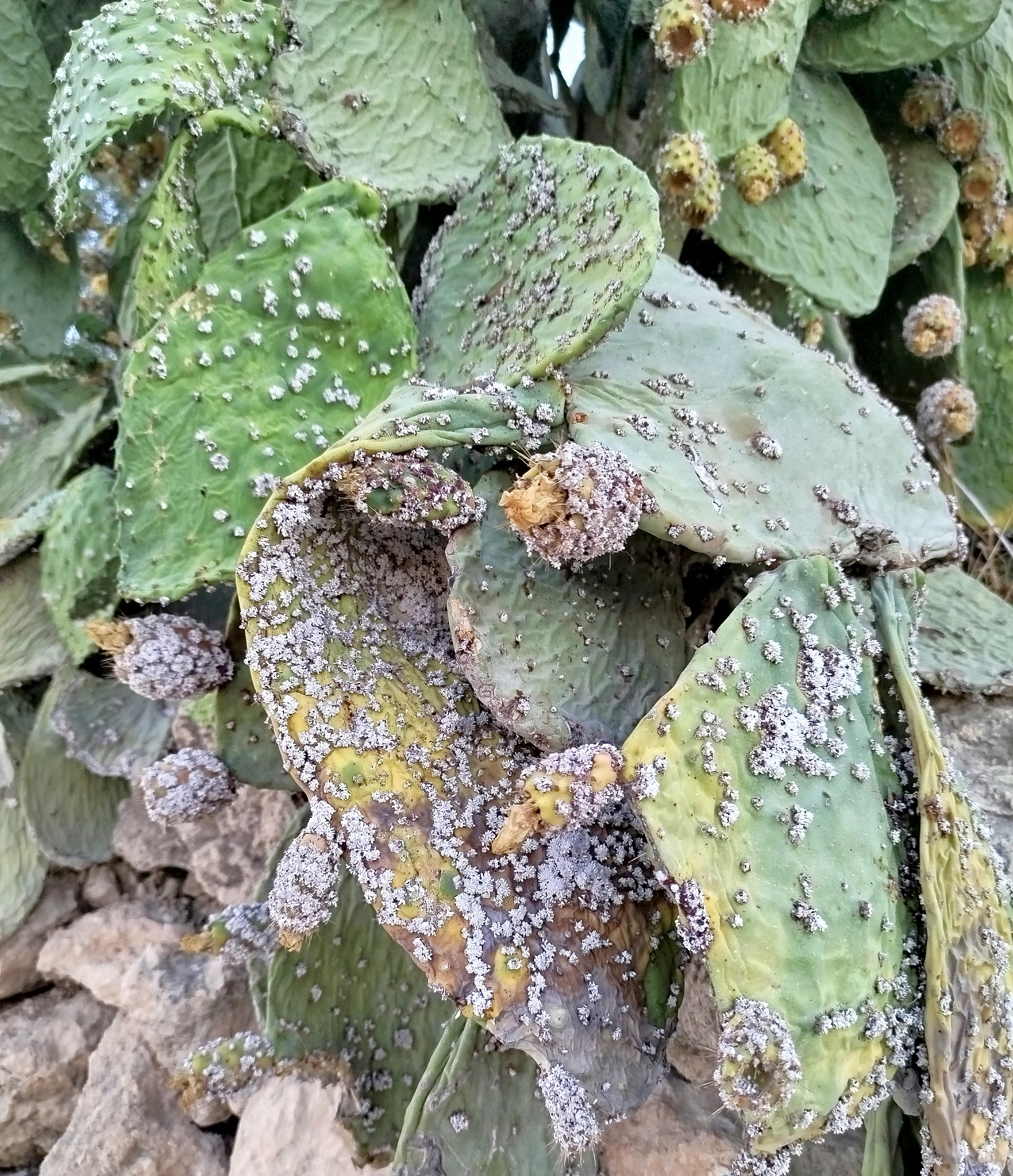
نبات صبر مصاب بمرض الحشرة القرمزية أو دودة قرمزية

- نبات صبر مصاب بمرض الحشرة القرمزية أو دودة قرمزية انتشار الآفات الزراعية مثل الحشرة القرمزية القشرية القطنية التي تؤدي إلى تلف واسع لأشجار الصبر.

- تقلص المساحات الزراعية نتيجة التوسع العمراني والاستيطان.

- قلة الدعم الحكومي للمزارعين في مكافحة الأمراض وتطوير الإنتاج.[9]

## الصبر في الثقافة الفلسطينية
إلى جانب قيمته الزراعية، يُعتبر الصبر رمزًا للصمود الفلسطيني في وجه الاحتلال، حيث يُضرب به المثل في الصبر والتحمّل والثبات.

## معرض صور

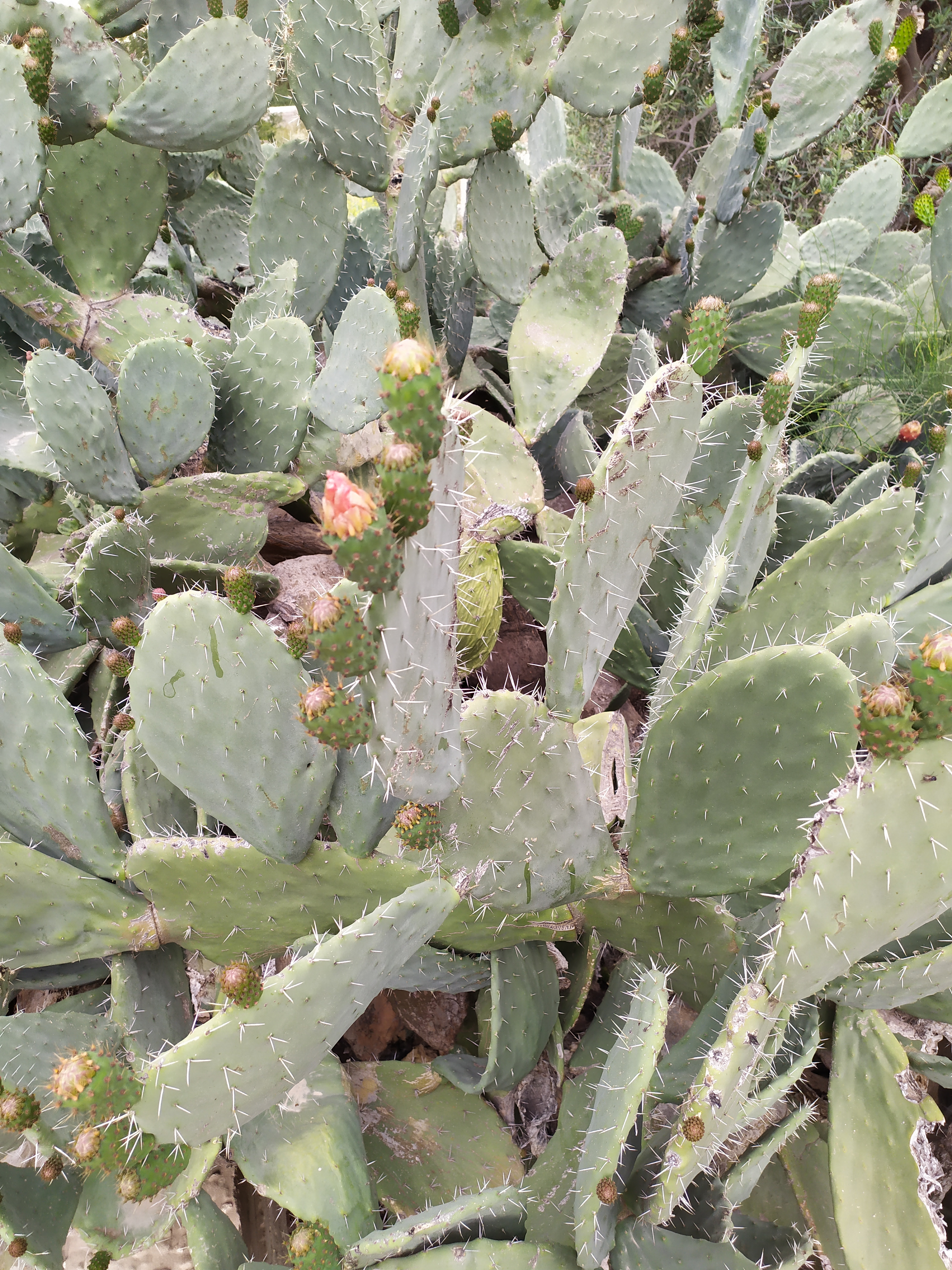
نبات الصبر في فلسطين
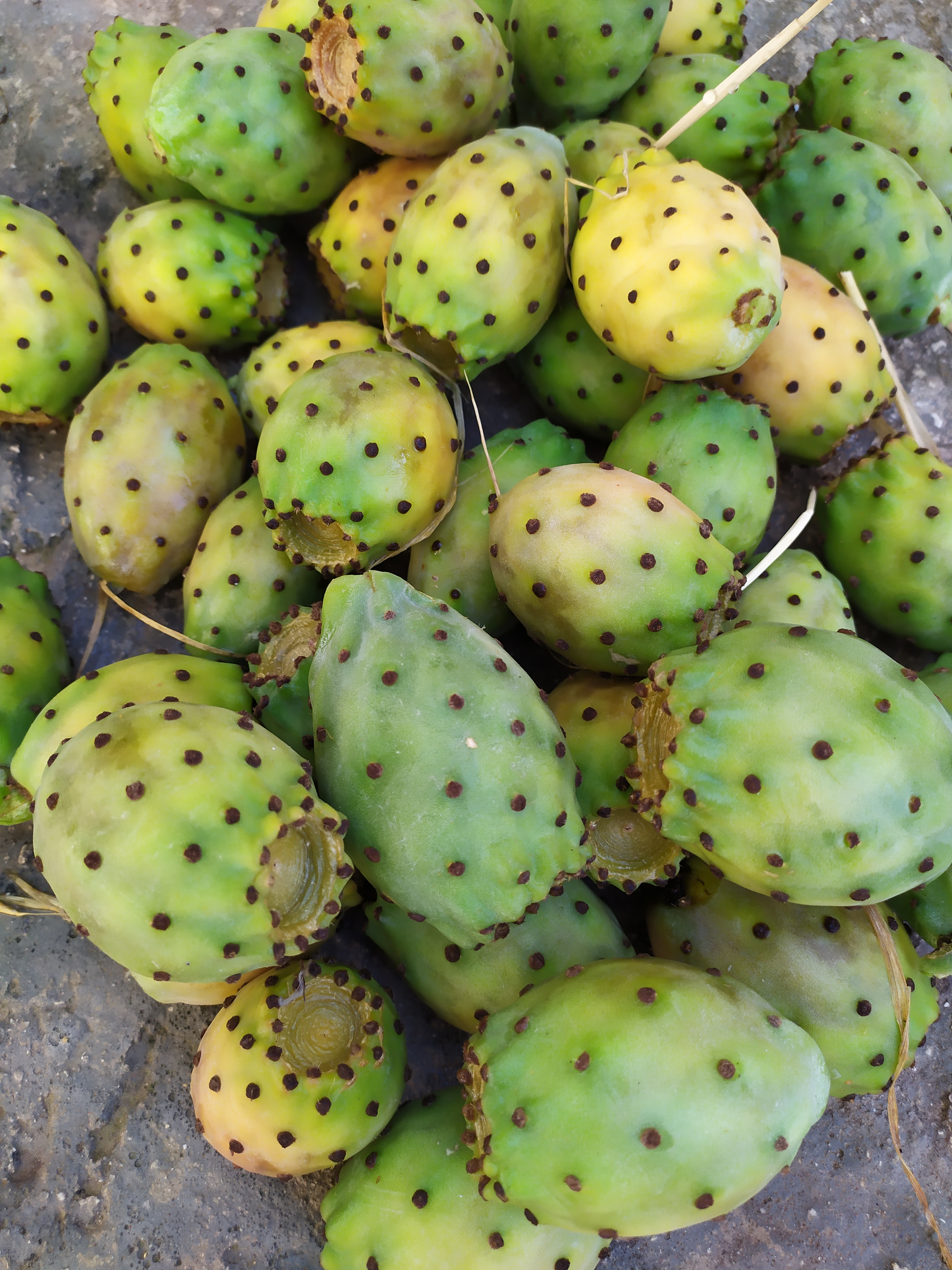
نبات صبر
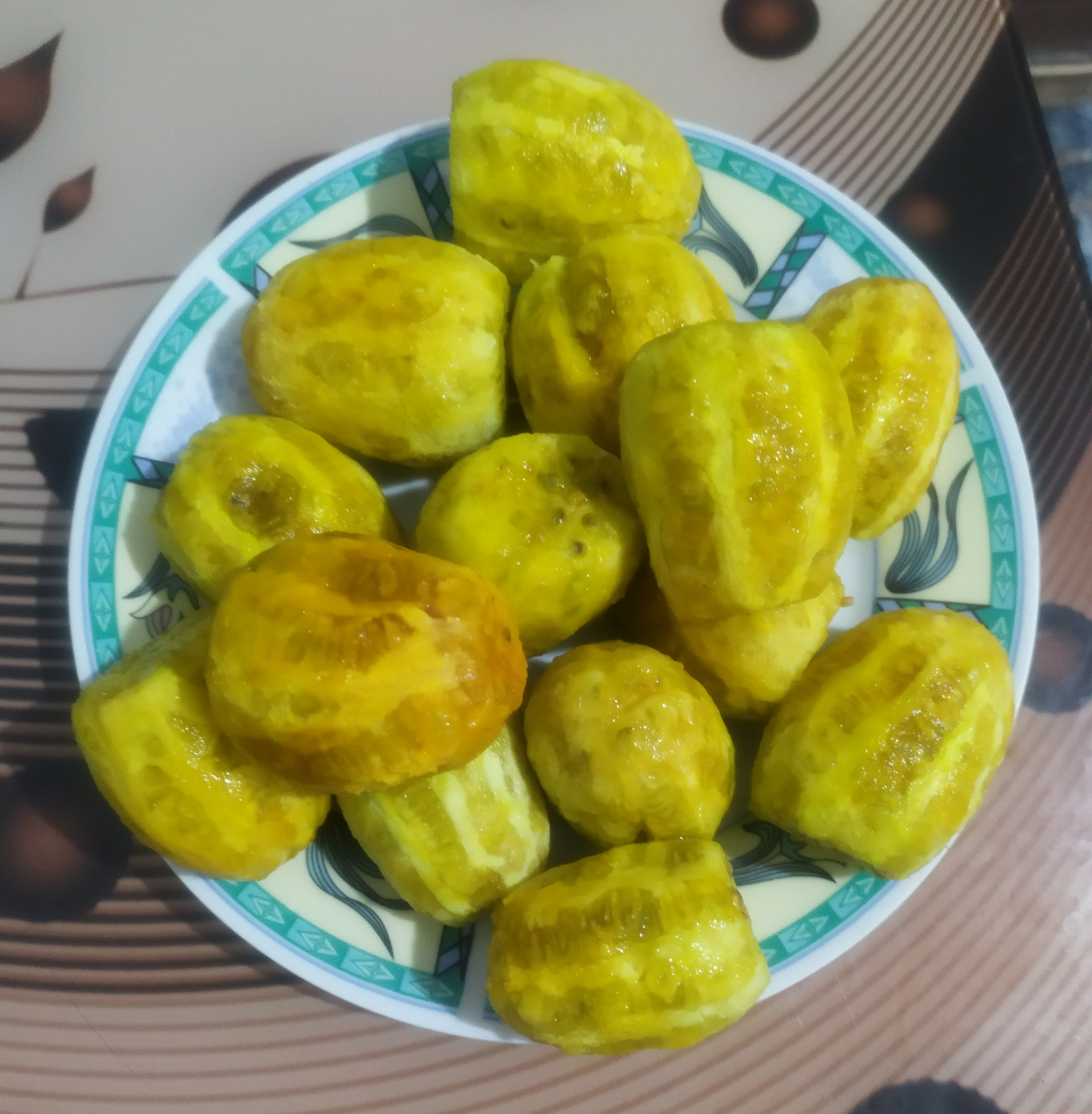
ثمار الصبر
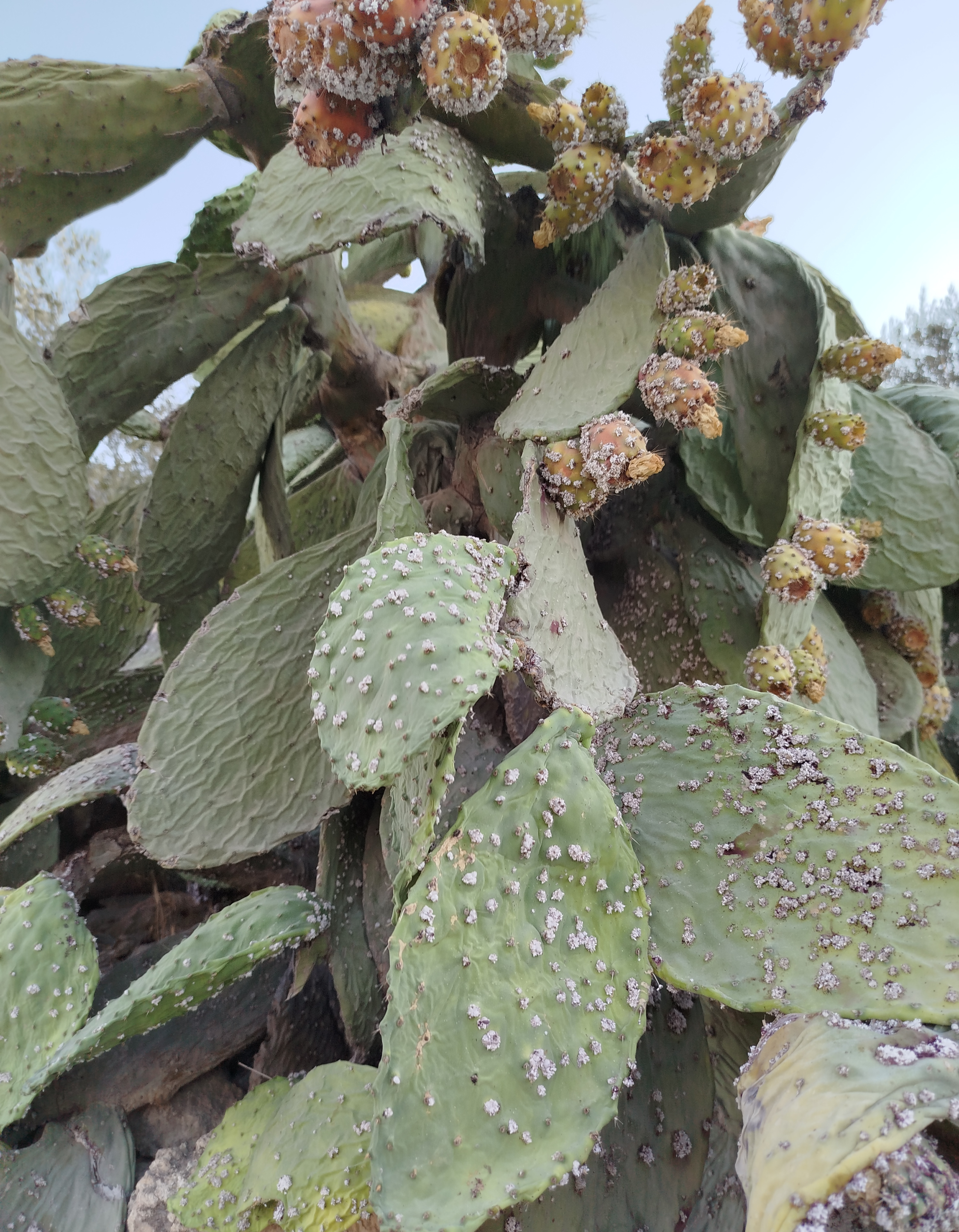
حشرة قرمزية أو دودة قرمزية، تصيب محصول الصبر أو التين الشوكي